# کنی دیویس (بازیکن فوتبال)
کنی دیویس (انگلیسی: Kenny Davis؛ زادهٔ ۱۷ آوریل ۱۹۸۸) بازیکن فوتبال است.